# Arnside and Silverdale
Koordinaten: 54° 11′ 13″ N, 2° 50′ 3,6″ W

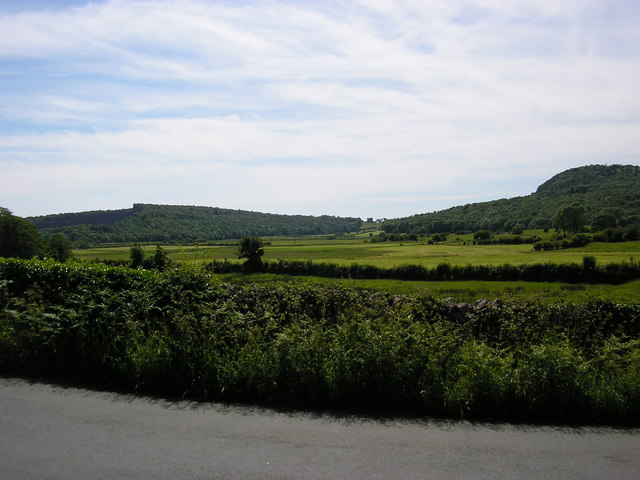
Silverdale Moss mit Arnside Knott am rechten Bildrand in der Arnside and Silverdale AONB

Arnside and Silverdale ist eine Area of Outstanding Natural Beauty (AONB) in England. Das Gebiet liegt an der Grenze zwischen Lancashire und Cumbria am Rande der Morecambe Bay. Mit 75 km² ist es eine kleine AONB, die zwischen dem Mündungstrichter des River Kent, dem River Keer und der A6 liegt. Das Gebiet erhielt seinen Status 1972.
Arnside and Silverdale hat eine Reihe von niedrigen Hügeln aus Kalkstein aus dem Karbon wie dem Arnside Knott und dem Warton Crag. Zwischen den Hügeln liegt Grasland und kleine Gehölze aus Eschen, Eichen und Haselnuss. Die Küstenregion besitzt große Salzwiesen, die ständig vom River Kent verändert werden.
Das Leighton Moss Naturschutzgebiet ist im Besitz der RSPB und beherbergt viele Vögeln im größten Schilfgebiet im Nordwesten Englands. Es gibt auch 15 Site of Special Scientific Interest in Arndale and Silverdale, wo man seltene Schmetterlinge findet.
Die beiden größten Orte in dem Gebiet sind Arnside und Silverdale.